# Fürstentum Rheina-Wolbeck
Das Fürstentum Rheina-Wolbeck war ein Kleinstaat im nördlichen Münsterland, der 1803 im Zuge der Säkularisation gegründet wurde und bereits 1806 wieder unterging.
Haupt- und Residenzstadt des Fürstentums war Rheine mit Sitz im Kloster Bentlage, das zum Schloss umgebaut wurde. Zum Herrschaftsgebiet des Fürstentums gehörten die Orte Mesum, Emsdetten, Nordwalde, Altenberge, Neuenkirchen, Salzbergen, Schepsdorf und Emsbüren. Das Staatsgebiet erstreckte sich links der Ems über etwa 60 km von Münster bis Lingen, war in west-östlicher Richtung jedoch nur 10–15 km breit. Es umfasste eine Fläche von etwa 556 km². Der Streit mit den Nachbarn darüber, wo genau die Grenze verlief, welche Bauernhöfe dazugehörten und welche nicht, dauerte bis 1820 – 14 Jahre nachdem das kurzlebige Fürstentum Rheina-Wolbeck untergegangen war.

## Geschichte
Das Fürstentum wurde im November 1802 aufgrund des Lunéviller Friedens und im Vorgriff auf die Regelungen des Reichsdeputationshauptschlusses aus Teilen der Ämter Bevergern und Wolbeck des säkularisierten Hochstifts Münster gebildet, die dem Herzog Wilhelm Joseph von Looz-Corswarem als Entschädigung für seine verlorenen Gebiete in den Österreichischen Niederlanden zugewiesen wurden. Er nahm am 31. Januar 1803 sein Fürstentum in Besitz. Er nannte sich Fürst von Rheina-Wolbeck, da ihm die latinisierte Form des Namens „Rheine“ besser gefiel. Nach seinem Tod im selben Jahr übernahm Joseph Arnold von Looz-Corswarem die Herrschaft.
Schon am 26. Juli 1806 wurde das Fürstentum mediatisiert und in das Großherzogtum Berg eingegliedert, das frühere Herzogtum Berg, das Napoleon zusammen mit den rechtsrheinischen Teilen des früheren Herzogtums Kleve im März 1806 seinem Schwager Joachim Murat als Herrschaftsgebiet zugewiesen hatte. Von Dezember 1810 bis Dezember 1814 war das Gebiet Bestandteil des Kaiserreichs Frankreich (Département Lippe). Im Dezember 1814 wurde der größere Teil des einstigen Fürstentums schließlich preußisch; der nördliche Teil (ca. 180 km² mit Salzbergen, Emsbüren, Schepsdorf etc.) fiel an das Königreich Hannover. Die Bemühungen des Herzogs von Looz-Corswaren, auf dem Wiener Kongress die Souveränität für sein Fürstentum zu erlangen, blieben erfolglos.

## Vererbung des Titels
Der Titel des Fürsten von Rheina-Wolbeck kam 1827 durch Heirat an die Familie Lannoy de Clervaux. Der Graf Florent Stanislaus Lannoy de Clervaux († 23. September 1836) war mit der Prinzessin Clementine Josephine Franziska Therese von Looz-Corswaren († 4. Juni 1826), Tochter des Fürsten Joseph Arnold von Looz-Corswarem, verheiratet. Mit dem Tod des Fürsten erbte dessen Enkel Napoleon Lannoy de Clervaux (* 17. September 1807) den Titel und den Sitz im preußischen Herrenhaus. Das Erbe wurde allerdings von Verwandten zunächst angefochten. So musste die Erbfolge am 27. September 1836, am 27. März und 7. September 1839 erst von preußischen Gerichten bestätigt werden. Die Bestätigung der Fürstenwürde erfolgte am 15. Oktober 1840 durch einen Gnadenerweis des preußischen Königs Friedrich Wilhelm IV. anlässlich seiner Thronbesteigung, und erneut am 17. Juni 1878 bzw. 28. Juni 1880 durch Kaiser Wilhelm I. für Arthur Clemens Florentin Karl Fürst zu Rheina-Wolbeck, Graf von Lannoy-Clervaux.

## Wappen
Blasonierung des Wappens der Fürsten aus dem Hause Looz-Corswarem
Quadriert mit Herzschild, in letzterem auf Hermelin zwei rote Balken. Felder 1 und 4 achtmal von Rot und Gold geteilt; Felder 2 und 3 in Silber zwei schwarze Balken. Als Schildhalter zwei Hermelin tingierte Windspiele mit rotem Halsband, einwärts gewandt, welche Fahnen halten. Die rechts zeigt die roten Balken in Hermelin, links in Gold drei rote, silbern-beschlagene Jagdhörner, über dem Schild ein Band mit der Inschrift Fortitudini, unter dem Schild ein Band mit der Devise potius mori quam foedari. Um das Ganze der Hermelinmantel mit der Herzogskrone.
Blasonierung des Wappens der Fürsten aus dem Hause Lannoy de Clervaux
In Silber drei (2:1) grüne gekrönte Löwen. Als Schildhalter zwei einwärtssehende goldene Greife, um das Ganze ein Fürstenmantel mit Fürstenhut. Devise: nostre plaisir.

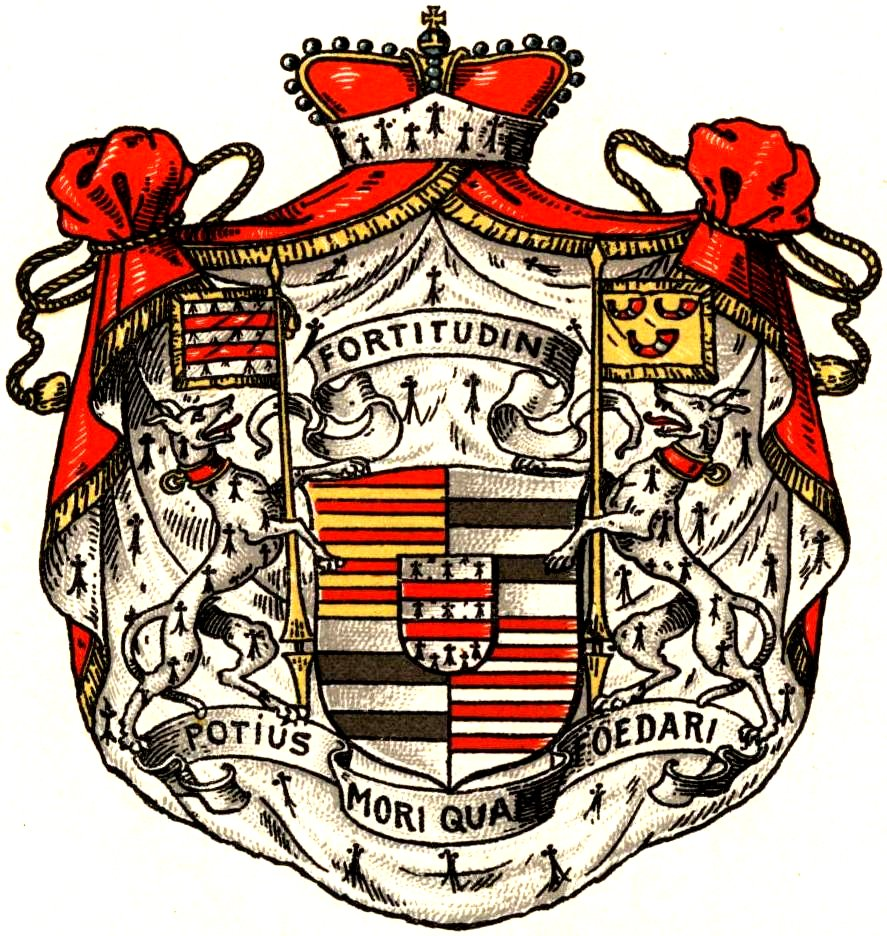
Wappen der Fürsten zu Rheina-Wolbeck aus dem Hause Looz-Corswarem
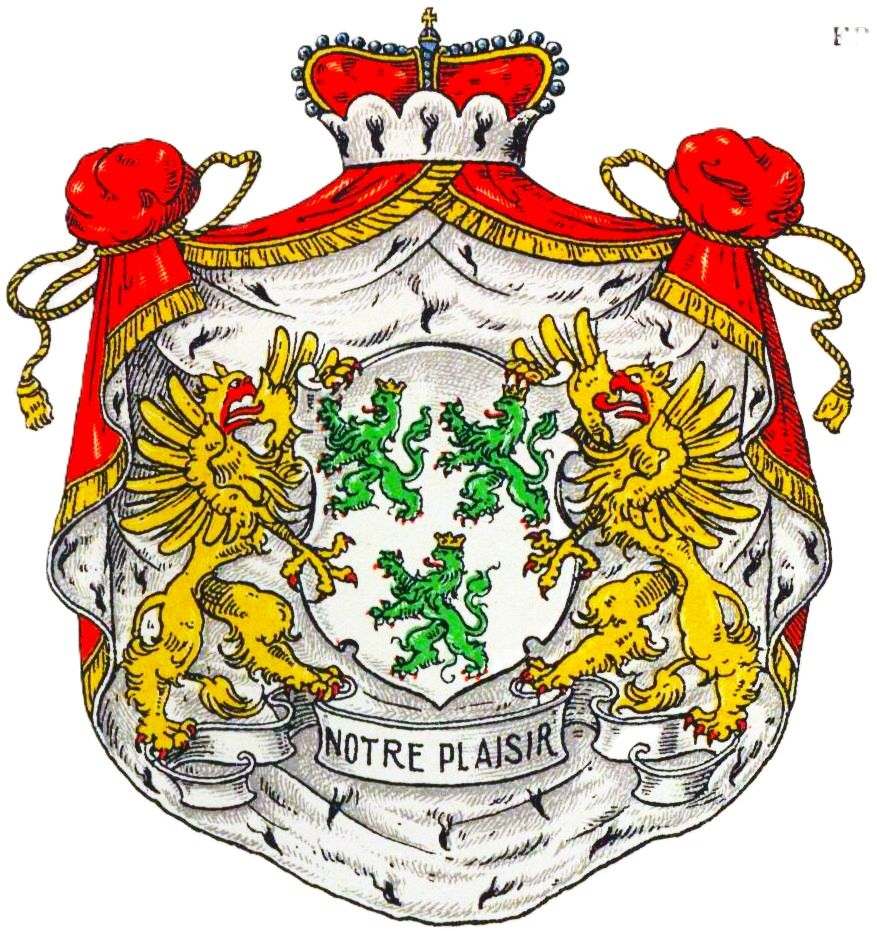
Wappen der Fürsten zu Rheina-Wolbeck aus dem Hause Lannoy de Clervaux